# Resolució 324 del Consell de Seguretat de les Nacions Unides
La Resolució 324 del Consell de Seguretat de les Nacions Unides, aprovada el 12 de desembre de 1972 després de reafirmar les resolucions anteriors sobre el tema, el Consell va ampliar l'estacionament a Xipre de la Força de les Nacions Unides pel Manteniment de la Pau a Xipre per un altre període, que acaba el 15 de juny de 1973. El Consell també va demanar les parts interessades directament per seguir actuant amb la màxima restricció i cooperar plenament amb la força de manteniment de la pau.
La resolució va ser aprovada per 14 vots contra cap, mentre que la República Popular de la Xina es va abstenir de la votació.